# St. Paulus (Timmendorfer Strand)

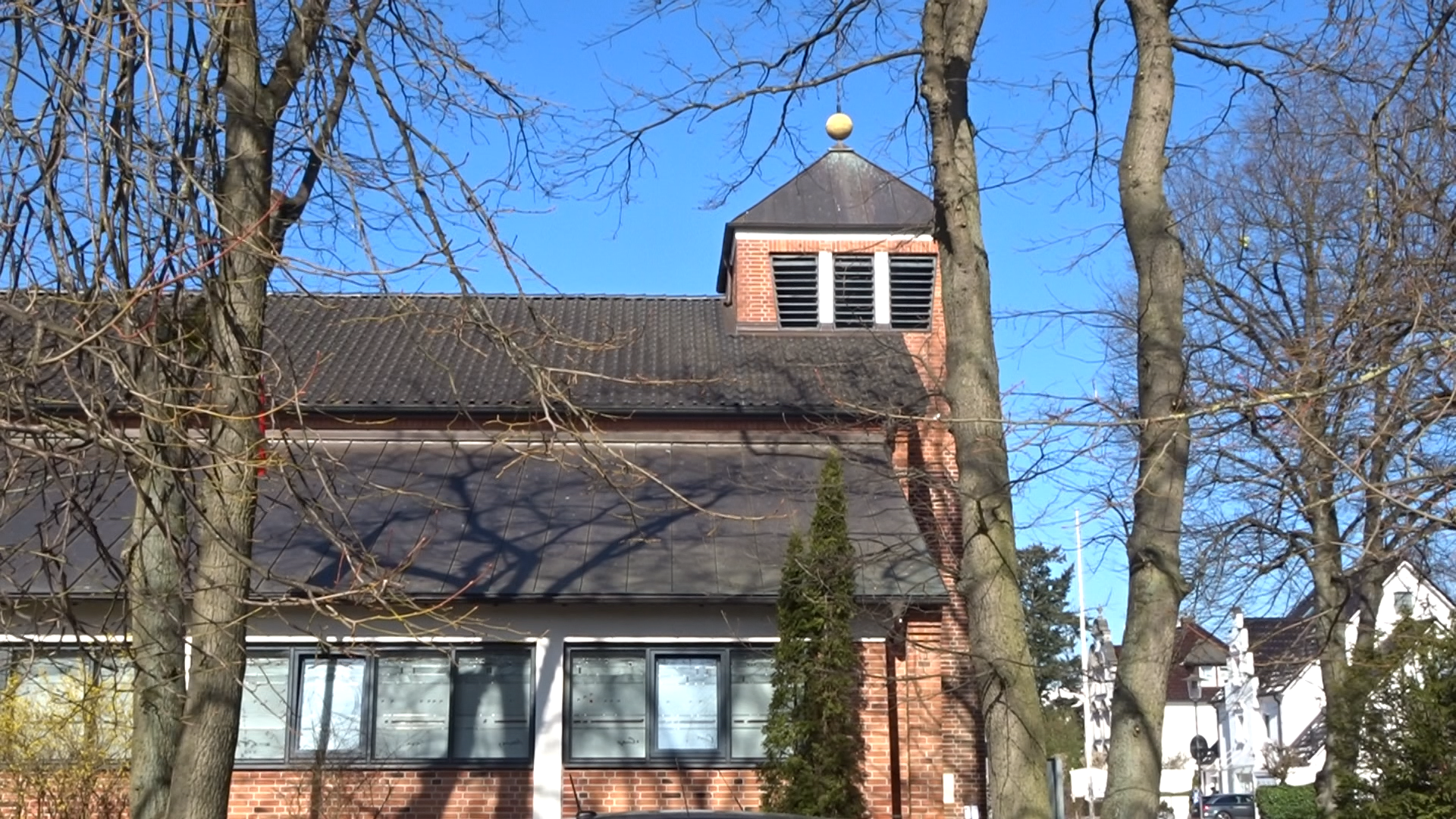
St. Paulus-Kirche

Die St.-Paulus-Kirche ist ein römisch-katholisches Kirchengebäude in Timmendorfer Strand.

## Geschichte
Anfang Mai 1930 erwarb der katholische Verein Düsseldorf e.V. in der Poststraße ein Grundstück, um in Timmendorf eine katholische Kirche zu errichten. In der Kurkapelle St. Paulus wurde am Fest des heiligen Laurentius (10. August) die erste heilige Messe gefeiert. Im damaligen Pfarrgebiet lebten nach Flucht und Vertreibung fast 5.000 katholische Christen. Deshalb war schon 1947 der Umbau der Kapelle zu einer Kirche im Gespräch. Da es in Lübeck zu dieser Zeit keine Arbeit gab, wanderten die Menschen jedoch wieder ab. Die Kurkapelle wurde 1960 unter Pastor Federhenn zu einer Kirche mit einem Seitenschiff erweitert. Mit Unterstützung von Gastpriestern wurden in der Hochsaison der 1970er und 1980er Jahre bis zu 11 Messen pro Sonntag angeboten.
Für ein angemessenes modernes Kircheninneres in einem älteren Äußeren mussten der Düsseldorfer Architekt Bruno Braun, der Kölner Künstler Bodo Schramm und der Pfarrer Dziwisch ein schlüssiges Gesamtkonzept finden. Ein Großteil der alten Kirche wurde im Spätsommer 1993 abgerissen. Durch den Einbau der Orgelempore und den Anbau des Altarraums wurde das Sitzplatzangebot auf 270 Plätze erweitert. Die vier Glocken und die 13-registrige Kemper-Orgel aus dem Jahr 1976 waren das einzige, was aus der alten Kirche mitgenommen werden konnte. Pfarrer Dziwisch konnte an Heiligabend 1994 die erste Heilige Messe in der neuen Kirche feiern. Die Kirche wurde am 16. Juli 1995 in einem festlichen Gottesdienst durch Weihbischof Hans-Jochen Jaschke aus Hamburg geweiht.